# Зеда Вані
Зеда Вані (груз. ზედა ვანი) — село в Грузії.
За даними перепису населення 2014 року в селі проживає 910 осіб.